# Boris Sergejewitsch Dschelepow
Boris Sergejewitsch Dschelepow (russisch Борис Сергеевич Джелепов; * 12. Dezemberjul. / 25. Dezember 1910greg. in Odessa; † 22. April 1998 in St. Petersburg) war ein russischer Kernphysiker und Hochschullehrer.

## Leben
Dschelepow, Sohn eines Beamten, besuchte die Mittelschule in Weliki Nowgorod mit Abschluss 1925. Wegen seines zu geringen Alters konnte er nicht sogleich an der Universität Leningrad studieren, so dass er zunächst selbständig den Stoff des 1. Kurses studierte. 1927 schrieb er sich als Student an der physikalisch-mathematischen Fakultät der Universität Leningrad ein. Ab 1931 arbeitete er im Leningrader Physikalisch-Technischen Institut. In einer Gruppe mit Abram Alichanow und Artem Alichanjan beobachtete er 1934 als einer der ersten die künstliche Radioaktivität. Untersucht wurden insbesondere die Isotope 13N, 26Al und 30P. 1935 wurde er auch Dozent an der Universität Leningrad und forschte dort im 2. Physik-Laboratorium als erster mit atomkernspektroskopischen Methoden.
Während des Deutsch-Sowjetischen Krieges mit der Leningrader Blockade setzte Dschelepow zunächst seine wissenschaftliche Arbeit fort. 1943 wurde er zur Marine eingezogen, wo er an der Entmagnetisierung von Schiffen beteiligt war. 1944 wurde er in das Laboratorium Nr. 2 für Messinstrumente (LIPAN) der Akademie der Wissenschaften der UdSSR (AN-SSSR) (das spätere Kurtschatow-Institut) in Moskau für das Sowjetische Atombombenprojekt abberufen. Nach drei Monaten in Moskau kehrte er nach Leningrad zurück und gründete an der Universität Leningrad das Speziallaboratorium für Kernphysik. 1945 wechselte er zum Leningrader Radium-Institut. 1945 wurde an der Universität Leningrad auf der Basis des Speziallaboratoriums für Kernphysik der Lehrstuhl für Kernphysik gegründet, den Dschelepow nun leitete. Später gründete und leitete er den Lehrstuhl für Atomkernspektroskopie.
Dschelepow war Doktor der physikalisch-mathematischen Wissenschaften und seit 1953 Korrespondierendes Mitglied der AN-SSSR. Sein jüngerer Bruder war der Kernphysiker Wenedikt Petrowitsch Dschelepow.

## Ehrungen
- Orden des Roten Banners der Arbeit (zweimal)
- Ehrenzeichen der Sowjetunion
- Staatspreis der UdSSR